# Chrysopilus hakusanus
Chrysopilus hakusanus är en tvåvingeart som beskrevs av Akira Nagatomi 1978. Chrysopilus hakusanus ingår i släktet Chrysopilus och familjen snäppflugor. Inga underarter finns listade i Catalogue of Life.